# Settimana Internazionale 2010
Die 23. Settimana Internazionale fand vom 23. bis 27. März 2010 statt. Das Radrennen wurde in vier Etappen und zwei Halbetappen über eine Distanz von 819,3 Kilometern ausgetragen. Das Rennen ist Teil der UCI Europe Tour 2010 und ist dort in die Kategorie 2.1 eingestuft.

## Etappen
| Etappe     | Tag      | Start – Ziel                   | km    | Etappensieger      | Führender         |
| ---------- | -------- | ------------------------------ | ----- | ------------------ | ----------------- |
| 1a. Etappe | 23. März | Riccione – Riccione            | 81.2  | Francesco Chicchi  | Francesco Chicchi |
| 1b. Etappe | 23. März | Riccione (MZF)                 | 15.6  | Liquigas-Doimo     | Francesco Chicchi |
| 2. Etappe  | 24. März | San Lazzaro di Savena – Faenza | 175,1 | José Serpa         | Oliver Zaugg      |
| 3. Etappe  | 25. März | Pavullo – Pavullo              | 185,3 | Przemysław Niemiec | Ivan Santaromita  |
| 4. Etappe  | 26. März | Rovigo – Finale Emilia         | 183,8 | Marko Kump         | Ivan Santaromita  |
| 5. Etappe  | 27. März | Fiorano Modenese – Sassuolo    | 178,3 | Bartosz Huzarski   | Ivan Santaromita  |